# Вайдеєнь (комуна)
Вайдеєнь, Вайдеєні (рум. Vaideeni) — комуна у повіті Вилча в Румунії. До складу комуни входять такі села (дані про населення за 2002 рік):
- Ізвору-Рече (709 осіб)
- Вайдеєнь (2708 осіб) — адміністративний центр комуни
- Корнет (157 осіб)
- Маріца (392 особи)
- Черна (269 осіб)

Комуна розташована на відстані 189 км на північний захід від Бухареста, 35 км на захід від Римніку-Вилчі, 94 км на північ від Крайови, 141 км на захід від Брашова.

## Населення
За даними перепису населення 2002 року у комуні проживали 4235 осіб, усі — румуни. Усі жителі комуни рідною мовою назвали румунську.
Склад населення комуни за віросповіданням:
| Релігія       | Кількість осіб | Відсоток |
| ------------- | -------------- | -------- |
| православні   | 4181           | 98,7%    |
| адвентисти    | 51             | 1,2%     |
| реформати     | 2              | < 0,1%   |
| римо-католики | 1              | < 0,1%   |